# Huangpi Hu
Huangpi Hu (kinesiska: 黄陂湖) är en sjö i Kina. Den ligger i provinsen Anhui, i den östra delen av landet, omkring 74 kilometer söder om provinshuvudstaden Hefei. Trakten runt Huangpi Hu består till största delen av jordbruksmark.
Genomsnittlig årsnederbörd är 1 566 millimeter. Den regnigaste månaden är juli, med i genomsnitt 297 mm nederbörd, och den torraste är december, med 44 mm nederbörd.